# 고수 (배우)
고수(高洙, 1978년 10월 4일 ~ )는 대한민국의 배우이다.

## 출연 작품

### 드라마, 시트콤
- 1998년 MBC 주간 코미디 드라마 《여자 대 여자》
- 1998년 MBC 청춘 시트콤 《남자 셋 여자 셋》
- 1999년 MBC 주간 시트콤 《아니 벌써》
- 1999년 SBS 청춘 시트콤 《행진》 ... 헬스 트레이너 장원진 역 - 경기도 평택 오성면 대나뭇골 고향에서 서울로 잠시 온 헬스 트레이너
- 1999년 MBC 청춘 시트콤 《점프》 ... 고수 역
- 1999년 KBS2 청춘드라마 《광끼》 ... 톱아이돌 호수 역(1회 출연)
- 2000년 MBC 청춘 시트콤 《가문의 영광》 ... 막내 역
- 2000년 MBC 청춘 시트콤 《논스톱》 ... 고수 역
- 2000년 ~ 2001년 MBC 일요 아침드라마 《눈으로 말해요》 ... 장기룡 역
- 2000년 ~ 2001년 MBC 주말 연속극 《엄마야 누나야》 ... 장경빈 역
- 2001년 MBC 청춘 시트콤 《뉴 논스톱》 ... 238회 영준의 라이벌 고수/239회 낭만 고수 ... (조 군의 학창 시절 친구인 중화인민공화국 광둥 성 광저우 유학파 고수 역)
- 2001년 ~ 2002년 SBS 드라마스페셜 《피아노》 ... 한재수 역
- 2002년 SBS 드라마스페셜 《순수의 시대》 ... 이태석 역
- 2003년 SBS 드라마스페셜 《요조숙녀》 ... 신영호 역
- 2004년 SBS 드라마스페셜 《남자가 사랑할 때》 ... 지훈 역
- 2005년 SBS 특별기획 《그린 로즈》 ... 이정현 / 장중원 역
- 2005년 ~ 2006년 SBS 특별기획 《백만장자와 결혼하기》 ... 김영훈 역
- 2009년 ~ 2010년 SBS 드라마스페셜 《크리스마스에 눈이 올까요?》 ... 차강진 역
- 2013년 SBS 월화 특별기획 드라마 《황금의 제국》 ... 장태주 역
- 2016년 MBC 창사55주년 특별기획 드라마 《옥중화》 ... 윤태원 역
- 2018년 SBS 드라마스페셜 《흉부외과 - 심장을 훔친 의사들》 ... 박태수 역
- 2019년 JTBC 월화 미니시리즈 《꽃파당: 조선혼담공작소》 ... 왕세자 역 (특별출연)
- 2020년 tvN 수목 미니시리즈 《머니게임》 ... 채이헌 역
- 2020년 OCN 토일 오리지널 드라마 《미씽: 그들이 있었다》 ... 김욱 역
- 2022년 tvN 월화드라마 《미씽: 그들이 있었다 2》 ... 김욱 역
- 2023년 tvN 단막극 《O'PENing - 썸머, 러브머신 블루스》 … 나이수 역
- 2024년 tvN 월화드라마 《가석방심사관 이한신》 ... 이한신 역
- 2025년 쿠팡플레이 오리지널 드라마 《직장인들》
- 2025년 Wavve 오리지널 시리즈 《리버스》 ... 준호 역

### 영화
| 연도 | 제목                                  | 역할            | 비고                               |
| ---- | ------------------------------------- | --------------- | ---------------------------------- |
| 2004 | 《썸》                                | 강성주          |                                    |
| 2009 | 《백야행 - 하얀 어둠 속을 걷다》      | 김요한          |                                    |
| 2010 | 《초능력자》                          | 임규남          |                                    |
| 2011 | 《고지전》                            | 김수혁          |                                    |
| 2012 | 《반창꼬》                            | 천강일          |                                    |
| 2013 | 《집으로 가는 길》                    | 김종배          |                                    |
| 2014 | 《상의원》                            | 이공진          |                                    |
| 2014 | 《뷰티풀 2014》민우씨 오는 날         | 김민우          | 옴니버스 단편영화 '민우씨 오는 날' |
| 2014 | 《묘향산관》                          | 남한 화가       | 단편영화                           |
| 2016 | 《덕혜옹주》                          | 이우 왕자       | 특별출연                           |
| 2017 | 《루시드 드림》                       | 최대호          |                                    |
| 2017 | 《석조저택 살인사건》                 | 이석진 / 최승만 |                                    |
| 2017 | 《남한산성》                          | 서날쇠          |                                    |
| 2018 | 《하얀악마: 금요일 밤 택시 드라이버》 |                 | 단편 영화                          |
| 2022 | 《방관자들》                          | 정익제          | 단편 영화                          |

### 연극
- 2008년 《돌아온 엄사장》

### 텔레비전 프로그램
- 2000년 KBS 《가족오락관》 ... 게스트 출연
- 2000년 KBS 《슈퍼TV 일요일은 즐거워》 ... 출발 드림팀 게스트 출연
- 2000년 SBS 《뮤직엔터》 ... MC 진행자
- 2004년 SBS 《야심만만 만명에게 물었습니다》 ... 게스트 출연
- 2004년 MBC 《놀러와》 ... 게스트 출연
- 2005년 SBS 《김용만 신동엽의 즐겨찾기》 ... 게스트 출연
- 2011년 O'live 《김코흐트의 딜리셔스 코리아》 ... 내레이션
- 2012년 KBS 《2012 희망로드 대장정》 ... 출연
- 2012년 SBS 《런닝맨》 ... 게스트 출연
- 2023년 쿠팡플레이 《SNL 코리아 리부트 시즌 3》 ... 9회 호스트 출연

### 뮤직 비디오
- 1998년 노이즈 - 피그맨
- 1998년 노이즈 - 바다를 닮은 너에게
- 1998년 포지션 - 편지
- 1998년 주주클럽 - 1:1
- 1998년 이현도 - 폭풍
- 1999년 김장훈 - 슬픈 선물
- 1999년 강형록 - 비창
- 1999년 박혜경 - 고백
- 2000년 유승준 - 찾길 바래
- 2001년 장나라 - 눈물에 얼굴을 묻는다
- 2001년 루이 - 루(淚)
- 2003년 이수영 - 여전히 입술을 깨물죠
- 2003년 이수영 - 덩그러니
- 2022년 이석훈 - 사람 틈

### CF
| 년도          | 기업명         | 브랜드명(종류)                                                |
| ------------- | -------------- | ------------------------------------------------------------- |
| 2020년        | 신협           | 어부어부바(금융)                                              |
| 2016년        | 라인콩 코리아  | 촉산 for kakao                                                |
| 2015년        | SK텔레콤       | SK텔레콤 이상하자                                             |
| 2013년~2014년 | 불스원         | 레인OK                                                        |
| 2012년        | 헬리한센       | (아웃도어)                                                    |
| 2012년~       | 굿네이버스     | 굿네이버스(공익광고)                                          |
| 2012년~2013년 | 패션그룹형지   | 아날도바시니                                                  |
| 2012년~       | CJ             | CJ 기업PR                                                     |
| 2012년        | 금강           | 금강제화                                                      |
| 2011년~2012년 | CJ제일제당     | 백설 브라우니 백설 사리원 불고기 양념 백설 토마토 파스타 소스 |
| 2011년        | 동아오츠카     | 나랑드사이다                                                  |
| 2010년        | 휴고보스       | 아이웨어                                                      |
| 2010년~2011년 | 하나금융그룹   | 하나금융그룹 기업PR                                           |
| 2010년~2011년 | 하나금융그룹   | 하나은행                                                      |
| 2010년        | SONY           | 알파 NEX(카메라)                                              |
| 2010년        | 코모도스퀘어   | 코모도스퀘어(남성 정장)                                       |
| 2010년        | 현대           | 현대카드CMA                                                   |
| 2009년~2011년 | 화승           | 머렐(아웃도어)                                                |
| 2009년        | 현대증권       | 초이스앤케어                                                  |
| 2008년        | 캠브리지멤버스 | 브렌우드                                                      |
| 2005년        | 인디에프       | 메이폴(의류)                                                  |
| 2003년~2004년 | 더베이직하우스 | 베이직하우스(의류)                                            |
| 2002년~2003년 | 지오지아       | 지오지아(의류)                                                |
| 2002년~2003년 | KT             | EVER(핸드폰)                                                  |
| 2002년        | 하이트진로     | 프라임 하이트맥주                                             |
| 2002년        | 파크랜드       | 크렌시아(의류)                                                |
| 2002년        | 깨끗한나라     | 매직스(여성용품)                                              |
| 2001년        | 한국네슬레     | 네스카페(커피)                                                |
| 2001년        | 한국 시세이도  | UNO(남성 화장품)                                              |
| 2000년        | 해태음료       | N2O(음료)                                                     |
| 2000년        | 파파이스       | 파파이스(치킨)                                                |
| 2000년        | 해태음료       | 써니텐(음료)                                                  |
| 2000년        | 오리온         | 샤워껌                                                        |
| 2000년        | LG유플러스     | 국제전화002                                                   |
| 2000년        | 롯데           | 레모니아                                                      |
| 2000년        | 동아제약       | 박카스(비타음료)                                              |

## 수상 및 후보
| 연도 | 시상식                         | 부문                              | 작품                          | 결과 |
| ---- | ------------------------------ | --------------------------------- | ----------------------------- | ---- |
| 2000 | MBC 연기대상                   | 신인상                            | 엄마야 누나야                 | 수상 |
| 2001 | SBS 연기대상                   | 뉴스타상                          | 피아노                        | 수상 |
| 2001 | SBS 연기대상                   | 인기상                            | 피아노                        | 수상 |
| 2002 | SBS 연기대상                   | 드라마스페셜부문 연기상           | 순수의 시대                   | 수상 |
| 2002 | SBS 연기대상                   | 10대 스타상                       | 순수의 시대                   | 수상 |
| 2003 | 제20회 코리아 베스트드레서     | 최고인기상                        |                               | 수상 |
| 2005 | 제42회 대종상 영화제           | 신인남우상                        | 썸                            | 수상 |
| 2005 | SBS 연기대상                   | 특별기획부문 연기상               | 그린로즈                      | 수상 |
| 2005 | SBS 연기대상                   | 10대 스타상                       | 그린로즈                      | 수상 |
| 2010 | 제14회 부천국제영화제          | 남우주연상                        | 백야행 - 하얀 어둠 속을 걷다  | 수상 |
| 2011 | 제4회 스타일 아이콘 어워즈     | 본상                              |                               | 수상 |
| 2011 | 제32회 청룡영화상              | 인기스타상                        | 고지전                        | 수상 |
| 2011 | 제32회 청룡영화상              | 남우주연상                        | 고지전                        | 후보 |
| 2013 | 제2회 에이판 스타 어워즈       | 남자 최우수연기상                 | 황금의 제국                   | 후보 |
| 2013 | SBS 연기대상                   | 중편드라마부문 남자 최우수연기상  | 황금의 제국                   | 후보 |
| 2014 | 제34회 황금촬영상              | 최우수 남우주연상                 | 집으로 가는 길                | 수상 |
| 2016 | 제5회 아시아태평양 스타 어워즈 | 장편드라마부문 남자 최우수연기상  | 옥중화                        | 후보 |
| 2016 | MBC 연기대상                   | 특별기획부문 남자 최우수연기상    | 옥중화                        | 후보 |
| 2018 | SBS 연기대상                   | 수목드라마부문 남자 최우수연기상  | 흉부외과 - 심장을 훔친 의사들 | 후보 |
| 2023 | 서울콘 에이판 스타 어워즈      | 장편드라마 부문 남자 최우수연기상 | 미씽: 그들이 있었다 2         | 수상 |

## 기타
- 2006년 시낭송 앨범 《나는 행복하겠습니다》
- 2013년 도서 《다행이야 이제 만나서 - 희망의 길을 걸었다 여덟 번의 기적을 만났다》